# Contea di Marion (Indiana)
La contea di Marion (in inglese: Marion County) è una contea dello Stato dell'Indiana, negli Stati Uniti. La popolazione al censimento del 2010 era di 903 393 abitanti. Il capoluogo di contea è Indianapolis.